# Presidente da Alemanha
O Presidente Federal da Alemanha (alemão: Bundespräsident) é o chefe de estado da República Federal da Alemanha e, em termos de protocolo, o seu mais alto órgão constitucional. A Constituição alemã confere à presidência um poder de caráter fundamentalmente representativo, pois, para prevenir os problemas que se deram durante a República de Weimar, não tem capacidade de manobra alguma no processo de eleição do Chanceler da Alemanha e nem pode ditar decretos de urgência.

## Presidentes de Alemanha

### Presidentes doReichAlemão (1919-1945)
O Reichspräsident foi o Chefe de Estado alemão durante a vigência da Constituição de Weimar entre 1919 e 1945. Em português o termo é referido como Presidente da Alemanha. O título alemão Reichspräsident em tradução literal significa "Presidente do Império", com o termo Reich referindo-se ao Império Alemão, estabelecido em 1871.
A Constituição de Weimar criou um sistema semipresidencial onde o poder era dividido entre o presidente, um gabinete e o parlamento. O Reichspräsident era eleito diretamente através do voto direto pelo sufrágio universal para um mandato de sete anos, sem limite de reeleições. A intenção era de que o presidente governasse em conjunto com o Reichstag (parlamento) e que seus poderes emergenciais fossem exercidos apenas em ocasiões extraordinárias, porém a instabilidade política da era Weimar e o partidarismo travando o legislativo significou que o presidente passou a ocupar uma posição de poder considerável, com poderes para governar por decreto e nomear e destituir governos de acordo com seus desejos, não muito diferente dos Imperadores que os antecederam.
A lei garantia que a presidência poderia ser ocupada por qualquer alemão que atingisse os 35 anos de idade. A eleição direta do presidente acontecia em um sistema eleitoral com dois turnos. Se nenhum candidato atingisse a maioria absoluta dos votos (50% dos votos mais 1) no primeiro turno, uma segunda votação seria agendada para uma data posterior. No segundo turno, o candidato que atingisse a maioria relativa dos eleitores era declarado eleito. O partido poderia indicar um candidato substituto no lugar do que fora apoiado no primeiro turno.
O primeiro a ocupar o cargo de Presidente foi o social-democrata Friedrich Ebert, eleito pela Assembleia Nacional de Weimar em 11 de fevereiro de 1919.
Ebert pretendia disputar a eleição presidencial de 1922, quando o clamor gerado pelo assassinato de Walther Rathenau gerou uma atmosfera pró-republicana. Entretanto, o político Nacional Liberal Gustav Stresemann convenceu os outros partidos de centro que a situação ainda era muito turbulenta para realizar as eleições. Então, o Reichstag estendeu o mandato de Ebert até 30 de junho de 1925, uma manobra que ia contra o texto da constituição, porém que foi aprovada por dois terços do parlamento, a maioria necessária para mudanças na constituição. Ebert morreu no cargo em fevereiro de 1925.
Apenas duas eleições presidenciais ocorreram de acordo com o disposto na Constituição de Weimar, em 1925 e 1932.

O Presidente não poderia ser membro do parlamento ao mesmo tempo. A Constituição exigia que o presidente prestasse o seguinte juramento em sua posse:
Eu juro dedicar minha energia ao bem-estar do Povo Alemão, melhorar sua prosperidade, prevenir prejuízos, garantir a Constituição do Reich e suas leis, para conscientemente honrar os meus deveres e exercer a justiça para todos.
Partido Político
      SPD       NSDAP       Sem partido
| No. | Imagem | Nome (Nascimento-Morte)                              | Eleito em | Posse no cargo          | Saída do Cargo          | Partido     |
| --- | ------ | ---------------------------------------------------- | --------- | ----------------------- | ----------------------- | ----------- |
| 1   |        | Friedrich Ebert (1871–1925)                          | 1919      | 11 de fevereiro de 1919 | 28 de fevereiro de 1925 | SPD         |
| –   |        | Hans Luther[A] (1879–1962)                           | –         | 28 de fevereiro de 1925 | 12 de março de 1925     | Sem partido |
| –   |        | Walter Simons[B] (1861–1937)                         | –         | 12 de março de 1925     | 12 de maio de 1925      | Sem partido |
| 2   |        | Generalfeldmarschall Paul von Hindenburg (1847–1934) | 1925 1932 | 12 de maio de 1925      | 2 de agosto de 1934     | Sem partido |
| 3   |        | Adolf Hitler (1889–1945)                             | –         | 2 de agosto de 1934     | 30 de abril de 1945     | NSDAP       |
| 4   |        | Almirante Karl Dönitz (1891–1980)                    | –         | 30 de abril de 1945     | 23 de maio de 1945      | NSDAP       |

#### Lista de ocupantes do cargo
Hans Luther, Chanceler da Alemanha, foi chefe de Estado interino entre 28 de fevereiro e 12 de março de 1925; e Walter Simons, Presidente da Suprema Corte, foi chefe de Estado interino entre 12 de março e 12 de maio de 1925.
Após esses dois governos provisórios, a eleição presidencial de 1925 enfim ocorreu. Após um primeiro turno sem vencedor um segundo turno aconteceu, onde Paul von Hindenburg, herói de guerra indicado pelos partidos de direita após a desistência do candidato que concorrera no primeiro turno, venceu pela maioria dos votos. Hindenburg cumpriu todo seu mandato e foi reeleito na eleição presidencial de 1932, dessa vez indicado pelos partidos pró-republicanos que tentavam impedir a subida de Adolf Hitler ao cargo.
Hindenburg morreu no cargo em agosto de 1934, pouco depois de dois anos de sua reeleição, tendo indicado Hitler como Chanceler. Hitler então assumiu os poderes de Chanceler e Chefe de Estado, se auto-nomeando Führer und Reichskanzler ("Líder e Chanceler do Reich"), mas não usou o título de Reichspräsident. Antes de sua morte em abril de 1945, Hitler nomeou em seu testamento o Großadmiral Karl Dönitz como Reichspräsident e Joseph Goebbels como chanceler. Dönitz foi preso em 23 de maio de 1945 e seu cargo foi dissolvido.

#### Poderes emergenciais

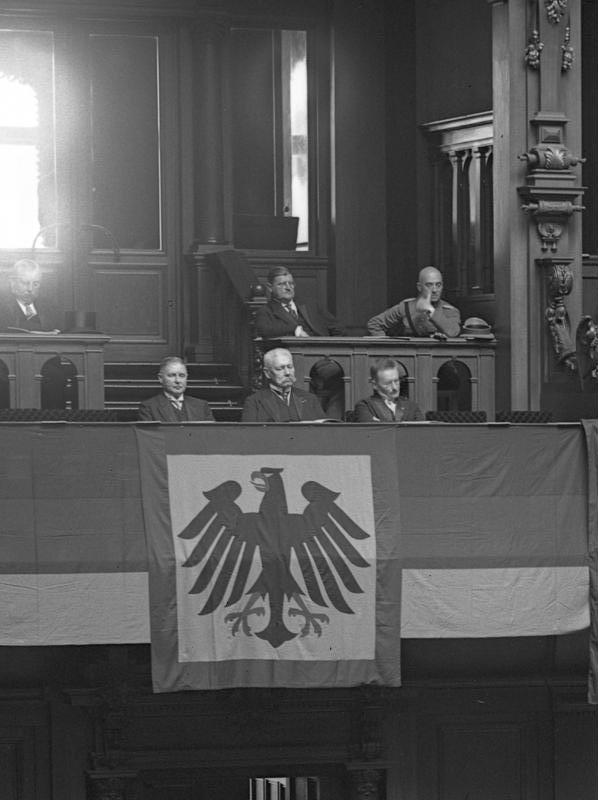
Reichspräsident Paul von Hindenburg (centro) no Reichstag, 1 de janeiro de 1931

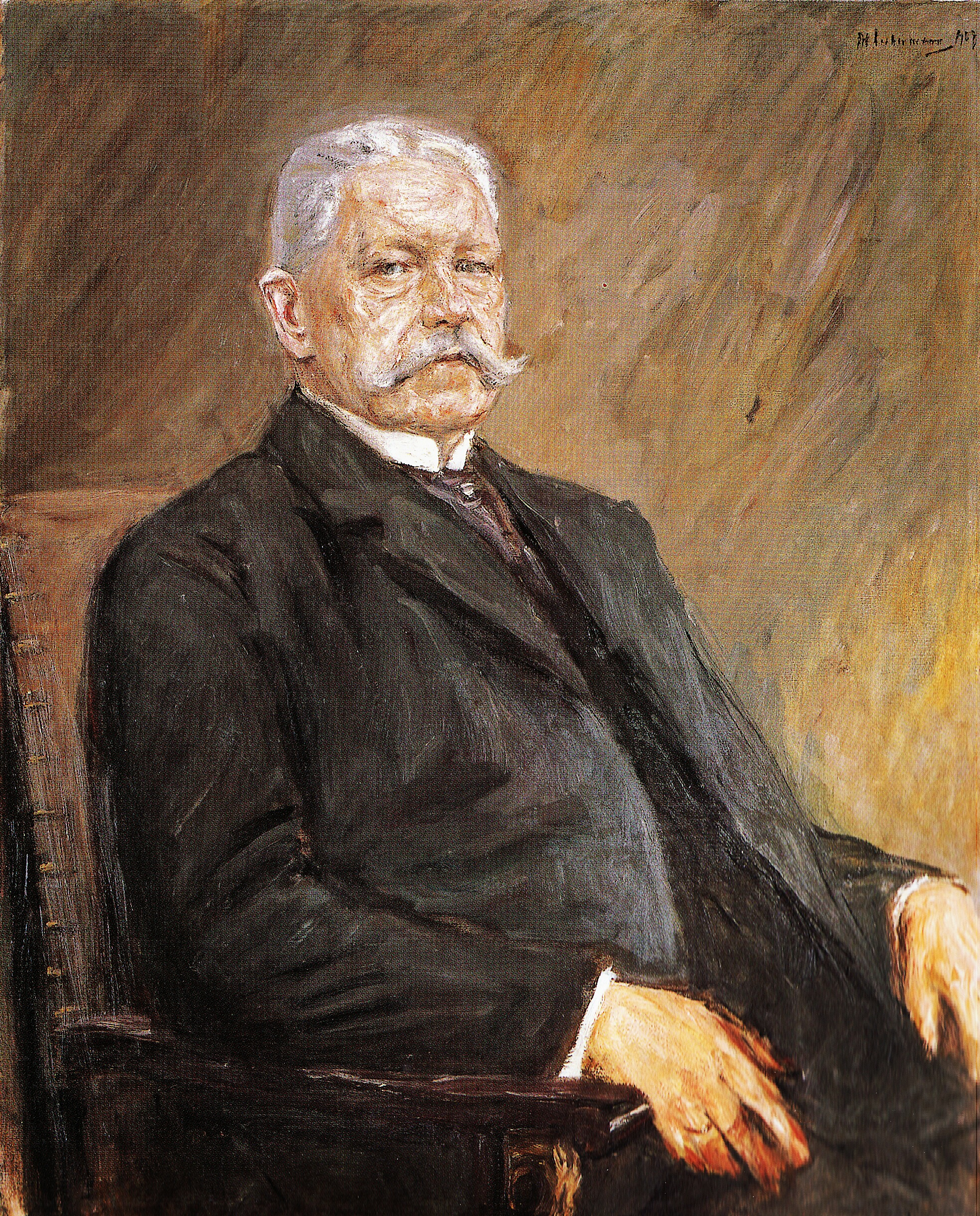
Paul von Hindenburg, presidente entre 1925–1934, pintado por Max Liebermann em 1927

- Indicação do governo: O Reichskanzler ("Chanceler") e seu conselho de ministros eram nomeados e destituídos pelo presidente. Não era exigido um voto de confirmação no Reichstag antes da posse dos membros do conselho, mas qualquer membro do gabinete era obrigado a demitir-se se o órgão emitisse um voto de não-confiança nele. O presidente podia indicar e destituir o Chanceler de acordo com sua vontade, porém todos os outros membros do gabinete, salvo em caso de indicação de não-confiança, somente podiam ser indicados e afastados a pedido do Chanceler.
- Dissolução do Reichstag: O presidente tinha o direito de dissolver o Reichstag a qualquer momento, devendo haver eleições gerais dentro de sessenta dias. Na teoria, não lhe era permitido fazê-lo novamente pelo mesmo motivo, mas essa limitação tinha pouca importância na prática.
- Promulgação da lei: O presidente era responsável pela promulgação das leis. O presidente tinha a obrigação constitucional de assinar todas as leis aprovadas em conformidade com os procedimentos, mas podia solicitar que um projeto de lei fosse primeiro submetido ao eleitorado em um referendo. Entretanto, o referendo somente teria validade para reverter a decisão do Reichstag se a maioria da população com direito ao voto participasse.
- Relações internacionais: Pela constituição, o presidente era responsável por representar a nação em seus assuntos externos, acreditar e receber embaixadores e concluir tratados em nome do Estado. Entretanto, a aprovação do Reichstag era necessária para declarar guerra, concluir a paz ou qualquer outro tratado relacionado às leis alemãs.
- Comandante-em-chefe: O presidente detinha o "supremo comando" das forças armadas.
- Anistias: O presidente tinha o direito de conceder anistias.

#### Deveres e responsabilidades
A Constituição de Weimar assegurava ao presidente amplos poderes em caso de uma eventual crise. De acordo com o artigo 48, o presidente poderia "tomar todas as medidas necessárias para restabelecer a lei e a ordem", se "a ordem pública e a segurança fossem seriamentes abaladas". Tais medidas incluíam o uso de força armada e a suspensão de diversos direitos civis. O mais importante é que o presidente poderia assumir os poderes legislativos do Reichstag através de Notverordnungen (decretos emergenciais).
A Constituição alemã de 1949 estabeleceu o cargo de Presidente da Alemanha (Bundespräsident), que é entretanto um posto meramente cerimonial, com reduzidos poderes. São funções do Presidente sancionar leis, conceder indultos, receber e credenciar embaixadores, nomear e exonerar juízes, servidores públicos e oficiais das Forças Armadas. Também pode nomear e destituir ministros, assinar acordos e tratados internacionais, mas sempre seguindo as orientações do Chanceler.

#### Estandartes presidenciais

1919–1921
1921–1926
1926–1933
1933–1934
1934–1945

### Chefes de Estado da República Democrática Alemã (1949-1990)
| N. | Nome                            | Título                                | Início                 | Término                | Partido |
| -- | ------------------------------- | ------------------------------------- | ---------------------- | ---------------------- | ------- |
| 1. | Wilhelm Pieck                   | Presidente                            | 11 de Outubro de 1949  | 7 de Setembro de 1960  | SED     |
| -  | Johannes Dieckmann (interino)   | Presidente da Câmara do Povo          | 7 de Setembro de 1960  | 12 de Setembro de 1960 | LDPD    |
| 1. | Walter Ulbricht                 | Presidente do Conselho de Estado      | 12 de Setembro de 1960 | 1 de Agosto de 1973    | SED     |
| -  | Friedrich Ebert, Jr. (interino) | Vice-presidente do Conselho de Estado | 1 de Agosto de 1973    | 3 de Outubro de 1973   | SED     |
| 2. | Willi Stoph                     | Presidente do Conselho de Estado      | 3 de Outubro de 1973   | 29 de Outubro de 1976  | SED     |
| 3. | Erich Honecker                  | Presidente do Conselho de Estado      | 29 de Outubro de 1976  | 24 de Outubro de 1989  | SED     |
| 4. | Egon Krenz                      | Presidente do Conselho de Estado      | 24 de Outubro de 1989  | 6 de Dezembro de 1989  | SED     |
| 5. | Manfred Gerlach                 | Presidente do Conselho de Estado      | 6 de Dezembro de 1989  | 5 de Abril de 1990     | LDPD    |
| -  | Sabine Bergmann-Pohl (interino) | Presidente da Câmara do Povo          | 5 de Abril de 1990     | 2 de Outubro de 1990   | CDU     |

### Presidentes da República Federal da Alemanha (1949-)
| N.  | Nome                    | Início                 | Término                 | Partido      |
| --- | ----------------------- | ---------------------- | ----------------------- | ------------ |
| 1.  | Theodor Heuss           | 13 de Setembro de 1949 | 12 de Setembro de 1959  | FDP          |
| 2.  | Heinrich Lübke          | 13 de Setembro de 1959 | 30 de Junho de 1969     | CDU          |
| 3.  | Gustav Heinemann        | 1 de Julho de 1969     | 30 de Junho de 1974     | SPD          |
| 4.  | Walter Scheel           | 1 de Julho de 1974     | 30 de Junho de 1979     | FDP          |
| 5.  | Karl Carstens           | 1 de Julho de 1979     | 30 de Junho de 1984     | CDU          |
| 6.  | Richard von Weizsäcker  | 1 de Julho de 1984     | 30 de Junho de 1994     | CDU          |
| 7.  | Roman Herzog            | 1 de Julho de 1994     | 30 de Junho de 1999     | CDU          |
| 8.  | Johannes Rau            | 1 de Julho de 1999     | 30 de Junho de 2004     | SPD          |
| 9.  | Horst Köhler            | 1 de Julho de 2004     | 31 de maio de 2010      | CDU          |
| 10. | Christian Wulff         | 30 de Junho de 2010    | 17 de fevereiro de 2012 | CDU          |
| 11. | Joachim Gauck           | 19 de março de 2012    | 18 de março de 2017     | Independente |
| 12. | Frank-Walter Steinmeier | 19 de março de 2017    | Presente                | SPD          |